# Пазубио (Милано)
Пазубио је насеље у Италији у округу Милано, региону Ломбардија.
Према процени из 2011. у насељу је живело 5 становника. Насеље се налази на надморској висини од 97 м.